# Bertha Clément
Bertha Clément (* 25. August 1852 in Ludwigslust/Mecklenburg; † 22. August 1930 ebenda) war eine deutsche Schriftstellerin.

## Leben
Bertha Clément war die Tochter eines Malers, die in ihrer Kindheit stark beeinflusst wurde durch die Schilderungen ihres Vaters über seine Aufenthalte in Südeuropa. Sie unternahm selbst ausgedehnte Reisen, kehrte danach in ihre Heimatstadt zurück und begann in den Neunzigerjahren des neunzehnten Jahrhunderts, eigene erzählende Werke zu veröffentlichen.
Bertha Clément war in erster Linie Verfasserin von Romanen und Erzählungen für Jugendliche; ein Großteil ihres umfangreichen Werks wendet sich an ein bürgerliches, weibliches Lesepublikum
und wird der sog. „Backfischliteratur“ zugerechnet. Während Clément bis zum Ersten Weltkrieg eine der meistgelesenen Autorinnen dieses Genres war, gelang es ihr nach 1918 nicht mehr, an ihre Erfolge aus der Kaiserzeit anzuknüpfen.

## Werke
- Der Geigersepp und sein Enkel. Eine wahre Geschichte für die Jugend. Trewendt, Breslau 1893.
- Tage des Glücks. Erzählung für Mädchen von 10 bis 12 Jahren. Weise, Stuttgart 1893.
- Seine kleine Frau. Eine Erzählung für junge Mädchen. Weise, Stuttgart 1894.
- Das Rebenhäusel. Erzsählung für die Jugend. Trewendt, Breslau 1895.
- Für brave Kinder. Nürnberg 1896.[1]
- Hauptmanns Puck. ERzählung vür Mädchen von 12 bis 14 Jahren. Weise, Stuttgart 1896.
- Im Lande der Sonne. Roman. Janke, Berlin 1896. (Deutsche Roman-Zeitung. 1896 Bd. 1,2)
- Stranddistel. Erzählung für junge Mädchen. Weise, Stuttgart 1896.
- Prinzeß Ilse. Erzählung für erwachsene Mädchen. Weise, Stuttgart 1897.
- Der silberne Kreuzbund. Eine Erzählung für Mädchen. Weise, Stuttgart 1897. (Digitalisat)
- Im Rosenhause. Eine Erzählung für die junge Mädchenwelt. Stroefer, Nürnberg 1898.
- Komteß Wally. Neues vom "Silbernen Kreuzbund". Erzählung für junge Mädchen. Weise, Stuttgart 1898.
- Unika. Erzählung für junge Mädchen. Weise, Stuttgart 1898.
- Engelsfittiche. Erzählung für Jung und Alt. Bahn, Schwerin 1899.
- Die Rose von Jericho. Erzählung für junge Mädchen. Weise, Stuttgart 1899.
- Die Rosenkette. Eine Erzählung für junge Mädchen. (Zugleich Fortsetzung von "Komteß Wally"). Weise, Stuttgart 1899.
- In den Savannen. (Fortsetzung von "Im Rosenhause"). Eine Erzählung für die junge Mädchenwelt. Stroefer, Nürnberg 1900; Zweite Auflage 1912 (Digitalisat)
- Jung-Deutschland. Erzählung für die Jugend. Trewendt, Breslau 1900.
- Nur unser Fräulein. Eine Erzählung für heranwachsende Mädchen. Stroefer, Nürnberg 1900.
- Die Turmschwalbe. Erzählung für junge Mädchen. Weise, Stuttgart 1900.
- Ein Fürstenkind. Erzählung für junge Mädchen. Bahn, Schwerin 1901.
- Glückliche Kinderzeit. Ein Bilderbuch mit Versen. Nürnberg 1901.
- Goldene Zeiten. Erzählung für junge Mädchen. Mit Illustrationen von Richard Gutschmidt. Weise, Stuttgart 1901.
- Der Hirtenbube. Erszählung für Jung und Alt. Bahn, Schwerin 1901.
- Libelle. Union, Stuttgart/Berlin/Leipzig 1901–1902.
  - 1. Backfischzeit 1901.
  - 2. Lenz- und Brautzeit 1902.
- Im Schwalbenneste. Erzählung für junge Mädchen. Weise, Stuttgart 1902.
- Jungfer Hochhinaus. Erzählung für junge Mädchen. Stroefer, Nürnberg 1902.
- Der Kinder Welt in Wort und Bild. Nürnberg 1902.
- Lottchens Manöverzeit und andere Erzählungen für junge Mädchen. Schreiter, Berlin 1902.
- Amtsrichters Töchter. Erzählung für junge Mädchen. Mit Illustrationen von Oskar Herrfurth. Weise Stuttgart 1903.
- Deutsche Treue. Erzählung für die Jugend. Trewendt, Berlin 1903.
- Der junge Schmuggler. Erzählung für Jung und Alt. Bahn, Schwerin 1903.
- Junker Wolf. Erzählung aus dem dreizehnten Jahrhundert für die reifere Jugend. Weise, Stuttgart 1903.
- Sonnige Tage, wonnige Stunden. Ein Bilderbuch mit Erzählungen und Versen. Nürnberg 1903.
- Das Weihnachtspacket. Erzählung für Jung und Alt. Bahn, Schwerin 1903.
- Deutsche Fraun. Erzählung für die Jugend. Bahn, Schwerin 1904.
- Erblüht an einem Stamm. Erzählung für junge Mädchen. Weise, Stuttgart 1904.
- Großvater und Enkel. Erzählung für Jung und Alt. Bahn, Schwerin 1904.
- Die Linde am Abersee. Nach einer wahren Begebenheit erzählt für Jung und Alt. Bahn, Schwerin 1904.
- Die Reise in die Welt. Stroefer, Nürnberg 1904.
- Die treuen Kameraden. Erzählung für Jung und Alt. Bahn, Schwerin 1904.
- Von Engeln behütet. Erzählung. Bertelsmann, Gütersloh 1904.
- Weihnachtsüberraschungen. Eine Burengeschichte für Jung und Alt. Bahn, Schwerin 1904.
- Auf dem Ulmenhofe. Erzählung für Jung und Alt. Bahn, Schwerin 1905.
- Goldene Zeiten. Ein Bilderbuch für artige Kinder. Stroefer, Nürnberg 1905.
- Kinderfüße. Erzählung. Bertelsmann, Gütersloh 1905.
- Der kleine Patriot. Erzählung für Jung und Alt. Bahn, Schwerin 1905.
- Mutters Kleeblatt. Eine Erzählung für junge Mädchen. Weise, Stuttgart 1905.
- Auf der Eisscholle. Erzählung von der Wasserkante. Bahn, Schwerin 1906.
- Die Heimchen. Eine Erzählung für junge Mädchen. Mit Illustrationen von Curt Liebich. Union, Stuttgart 1906.
- Nachbarskinder. Erzählung für Kinder von 8–10 Jahren. Stuttgart 1906.
- Schusters Hanna. Erzählung für Jung und Alt. Bahn, Schwerin 1906.
- Lebensziele. Union, Stuttgart/Berlin/Leipzig 1907.
- Liselotte. Erzählung für 12–14jährige Mädchen. Weise, Stuttgart 1907.
- Die St. Nikolaus-Gabe. Bertelsmann, Gütersloh 1907.
- Der blinde Franzl. Bertelsmann, Gütersloh 1908.
- Das liebe Glück im Häusel. Erzählung für Jung und Alt. Bahn, Schwerin 1908.
- Sein guter Engel. Erzählung für Jung und Alt. Bahn, Schwerin 1908.
- Eine Christnacht. Erzählung für Jung und Alt. Bahn, Schwerin 1909.
- Das Peterle. Erzählung für Jung und Alt. Bahn, Schwerin 1909.
- Sonnentage. Eine Erzählung für jüngere Kinder. Mit Illustrationen von Max Flashar. Weise, Stuttgart 1909.
- Hanne und Heine. Ein Gotteskind. Erszählungen aus unserem Volksleben. Getreu nach Begebenheiten. Junged- und Volksschriften-Verlag, Stuttgart 1910.
- Jörge Just. Erzählung aus den Harzer Bergen. Warneck, Berlin 1910.
- Die nächste Pflicht. Eine Erzählung für junge Mädchen. Weise, Stuttgart 1910.
- Das Siebengestirn. Union, Stuttgart 1910.
- Die Waldkinder. Eine Erzählung für jüngere Kinder. Weise, Stuttgart 1910.
- Alle beide. Erzählung für Jung und Alt. Bahn, Schwerin 1911.
- Ins Leben hinaus. Erzählung für jüngere Kinder. Weise, Stuttgart 1911.
- Heimatboden. Erzählung für junge Mädchen. Stroefer, Nürnberg 1912.
- Liesel ohne Sorgen. Eine Erzählung für junge Mädchen. Union, Stuttgart/Berlin/Leipzig 1912.
- Das Röseli vom Ötztal. Eine Erzählung für jüngere Kinder. Weise, Stuttgart 1912.
- Susis Paradies. Eine Erzählung für jüngere Kinder. Weise, Stuttgart 1913.
- Villa Trautheim. Eine Erzählung für junge Mädchen. Union, Stuttgart/Berlin/Leipzig 1913.
- Das Dreigespann. Eine Erzählung für Kinder von 10–12 Jahren. Weise, Stuttgart 1914.
- Von Engeln behütet. Erzählung. Bertelsmann, Gütersloh 1914.
- Sturmgebraus. Erzählung für junge Mädchen aus dem Kriegsjahr 1915. Van den Broecke, Leipzig 1915.
- Tante erzählt. Erzählungn für kleine Kinder. Weise, Stuttgart 1915.
- Unter dem Holunderbaum. Erzählungen für kleine Kinder Weise, Stuttgart 1915.
- Morgenrot. Eine Erzählung aus dem Großen Krieg für Mädchen. Loewe, Stuttgart 1916.
- Die Sonne im Winkel. Evangelische Gesellschaft, Elberfeld 1917.
- Trauts Sonnenjahre. Eine Erzählung für jünge Mädchen. Union, Stuttgart/Berlin/Leipzig 1918.
- Im Glückshafen. Erzählung für junge Mädchen. Union, Stuttgart/Berlin/Leipzig 1919.
- O du mein gülden Krönlein. Erzählung für jüngere Mädchen. Fock, Leipzig 1919.
- Edelweiß, Anton, Leipzig/Berlin 1920.
- Professor Alvers Töchterlein. Deutsche Buchwerkstätten, Dresden 1920.
- Die Lilie von Eden. Erzählung für junge Mädchen. Deutsche Buchwerkstätten, Dresden 1922.
- Das Singerlein. Erzählung für junge Mädchen. Neuer Buchverlag, Dresden 1922.
- Das Heimchen. Eine Erzählung für junge Mädchen. Union, Stuttgart 1924.
- Wie Hanna eine Mutter fand. Evangelische Gesellschaft für Deutschland, Elberfeld 1925
- Wiltruds Werdegang. Erzählung für junge Mädchen. Union, Stuttgart 1926.
- Das singende Holz. Ein Roman aus dem bayrischen Hochgebirge. Hieronymus, Neumünster 1927.
- In Treue fest. Erzählung für Knaben reiferen Alters. Delta, Berlin 1929.
- Der Weg ins Glück. Eine Erzählung für junge Mädchen. Sibyllen-Verlag, Berlin 1930.
- Die zwei Lieben des Grafen Ulrich. Roman. Munz, Leipzig 1932.

## Herausgeberschaft
- Frühlings-Blüten, Nürnberg
  - 1,1 (1897)
  - 1,2 (1897)
  - 2,1 (1899)
  - 2,2 (1899)